# North Kingstown
North Kingstown est une ville américaine située dans le comté de Washington, dans l’État de Rhode Island. Selon le recensement de 2010, sa population s’élève à 26 486 habitants.
La municipalité s'étend sur 58,45 milles carrés (151,38 km2), dont 43,14 milles carrés (111,73 km2) de terres.

## Personnalités liées à la commune
Elle est la ville natale du peintre Gilbert Stuart (1755-1828) et de l'entrepreneuse et abolitionniste Christiana Carteaux Bannister (1819-1903).